# Dotson'sa
Dotson'sa, Gavran (Dotson 'sa ili Dotson'sa na jeziku Koyukon): Gavran je bog stvoritelj Koyukona i drugih plemena Athabaskan na Aljaski. On je cijenjena i dobronamjerna transformatorska figura koja pomaže ljudima i oblikuje njihov svijet za njih, ali u isto vrijeme on je i varalica i mnoge Koyukonove priče o Ravenu imaju veze s njegovim neozbiljnim ili loše promišljenim ponašanjem koje ga je dovelo do u nevolji.

## Stvaranje svijeta (Indijanci Koyukon)
U jako, jako davno vrijeme na svijetu su živjele divovske životinje i nije postojalo takvo nešto kao što je čovječanstvo. Svi su bili veliki i mogli su razgovarati jedni s drugima i koristiti magiju. Bilo je čak i nekih životinja koje više ne žive na zemlji. Jednog dana Dotson' Sa, Veliki Gavran, reče Gavranu: "Napravi veliki splav."
Tako je Gavran napravio veliki čamac. Trebalo je dugo jer je morao biti jako velik. Kad je Raven završio, Dotson' Sa mu je rekao da nije dovoljno velik.
"Moraš ga izgraditi većeg." Kaže on.
Kad je bilo gotovo, počela je padati kiša. Isprva je padala samo mala kiša i Dotson' Sa je naredio Ravenu da okupi sve životinje u parove. Gavran je skupio životinje i hranu za njih. Bilo je jako teško, ali je ipak uspio.
Kad su sve životinje bile na splavi, počela je padati jaka kiša. Cijeli je svijet ubrzo bio potopljen i na svijetu su ostale samo one životinje na splavi.
Kad je prestala kiša, Gavran je zamolio nekoliko galebova da odlete u svim smjerovima u potrazi za kopnom. Odletjeli su i vratili se govoreći kako zemlje nema na vidiku. Bila je samo voda!
Nakon nekog vremena poplava je gotovo nestala. Gavran je rekao Muskratu da otpliva do dna oceana kako bi napravio otok. Muskrat, koji je stvarno bio prilično velik, zaronio je i počeo skupljati mulj s dna. Držao je ovo dok se nije pojavila zemlja.
Dotson' Sa upotrijebio je svoju magiju i napravio bobice, drveće i biljke da prekriju zemlju. Kad je to učinio, ostala su jezera i bare tamo gdje su bila niska mjesta u zemlji. Zatim je Veliki Gavran napravio rijeke. Napravio ih je tako da teku u oba smjera! S jedne strane rijeka se spuštala do mora, a s druge je tekla prema planinama!
Kasnije je, međutim, zaključio da je putovati prelako pa je napravio tako da rijeke teku u more.
Sada kada je poplava nestala i kada je bilo zemlje, Dotson' Sa je odlučio napraviti čovjeka. Stvorio ga je od kamena, ali budući da je napravljen od stijene, čovjek nikada neće umrijeti, pa ga je Veliki Gavran odlučio napraviti od gline.
Nakon što je stvorio čovjeka, stvorio je i ženu kako bi se mogli vjenčati i imati djecu. Gavran je želio ženu pa je pokušao oženiti jednu od žena, ali muškarci su mu je oduzeli. To je Gavrana razbjesnilo, pa je uzeo malo suhog lišća i zgnječio ga u veliku vrećicu. Uzeo je torbu i otišao do mjesta gdje su ljudi živjeli i otvorio je. Izletjeli su milijuni komaraca koji još uvijek gnjave i grizu čovječanstvo jer Gavranu nije bilo dopušteno oženiti ženu.
Gavran stvorio cijeli svijet. Zato ga nikad ne love jer je sve napravio.